# Tabaré Larre Borges
Tabaré Larre Borges Gallareta (Montevideo, 6 gennaio 1922 – ...) è stato un cestista uruguaiano.

## Carriera
Con l'Uruguay ha disputato i Giochi olimpici di Helsinki 1952.